# Condado de York (Austrália Ocidental)

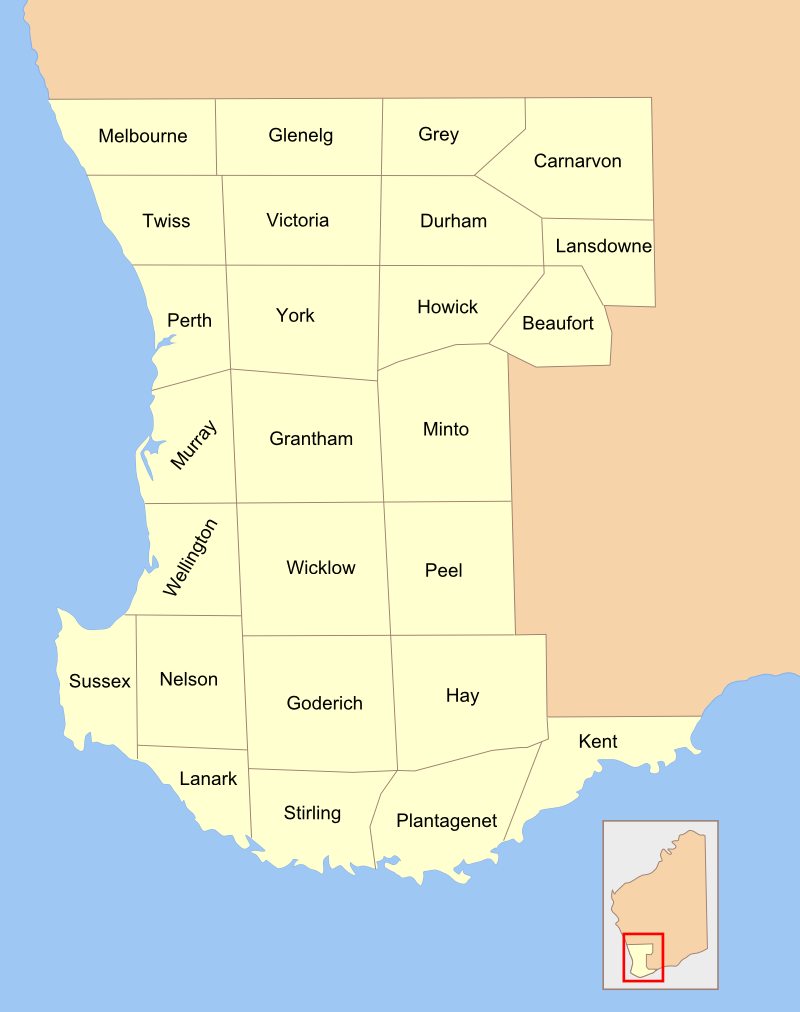
26 condados da Austrália Ocidental

Condado de York foi um dos 26 condados da Austrália Ocidental que foram designados em 1829 como divisões cadastrais. Foi nomeado após Príncipe Frederico, Duque de York e Albany, que foi até sua morte em 1827, o herdeiro presuntivo ao Jorge IV do Reino Unido. Corresponde aproximadamente à parte ocidental do Avon (distrito de terra) que constitui a base para os títulos de terras na área.